# 村上市立村上第一中学校
村上市立村上第一中学校（むらかみしりつ むらかみだいいちちゅうがっこう）は、新潟県村上市に所在する市立中学校である。

## 概要
通称は「一中」。これは、村上市立村上第一中学校の第一中学校の部分から、そのような通称となっている。

## 校歌
村上第一中学校公式サイト
村上第一中学校公式サイト参照

## 年間行事

### 一中ウォーク
これは約40Kmを歩く行事である。

### 双翼祭
この行事は、一般的に言う体育祭である。

### 麗華祭
この行事は、一般的に言う文化祭である。
毎年、村上市民ふれあいセンター
で合唱が行われる。

## 通学区域
#外部リンクを参照。

### 進学前小学校
- 村上市立村上南小学校
- 村上市立瀬波小学校

## 著名な出身者
- 平野歩夢（スノーボード選手） - 在籍中にソチオリンピック大会に出場し、銀メダルを獲得した。